# Chiesa di San Giuseppe (Ponza)
La chiesa di San Giuseppe è una chiesa di Ponza sull'isola omonima, nella provincia di Latina in Lazio. Fa parte dell'arcidiocesi di Gaeta e risale al XIX secolo.

## Storia
I lavori di costruzione della chiesa iniziarono il 4 marzo 1828, come testimonia un'epigrafe posta al suo interno. L'opera venne tuttavia abbandonata per poi essere ripresa solo dopo la metà del secolo, venendo ultimata e consacrata il 21 giugno 1895.

## Descrizione
La chiesa, che sorge nell'abitato di Santa Maria, è collocata su una terrazza affacciata sull'insenatura del porto di Ponza al di sopra di un’area occupata da strutture di epoca romana. A navata unica, è caratterizzata da forme architettoniche semplici e di gusto neoclassico. La facciata è sormontata da un timpano triangolare ed è decorata da quattro paraste.